# I giganti del karaté
I giganti del karaté (Shaolin Temple, altrimenti conosciuto con il titolo Temple of Shaolin  (少林寺S), inglese: Death Chambers) è un film del 1976 diretto da Cheh Chang.
È uno dei film basati sul monastero di Shao Li e tratta generalmente di arti marziali.
È il prequel di I cinque maestri dello shaolin. Nonostante il collegamento tra le due pellicole, le trame non hanno una totale coerenza tra di loro (nel finale il traditore che ha contribuito alla distruzione del tempio viene scoperto nell'ultimo atto, dunque viene ucciso. Nel capostipite egli rimane vivo dopo l'incendio e viene scoperto di essere il traditore solo dopo il primo atto). Dunque, Shaolin Temple è uno pseudo prequel de I cinque maestri dello shaolin.